# Monia Hamdi
Monia Hamdi est une gymnaste artistique tunisienne.

## Biographie
Monia Hamdi remporte aux championnats d'Afrique 2006 au Cap la médaille de bronze par équipes.